# Radoslav Bečejac
Radoslav Bečejac (Žitište, 21 dicembre 1941) è un ex calciatore jugoslavo, di ruolo centrocampista.

## Palmarès

### Club

#### Competizioni nazionali
- Campionato jugoslavo: 1

Partizan: 1964-1965